# Johann Martin Honigberger
Johann Martin Honigberger (n. 10 martie 1795, Brașov – d. 18 decembrie 1869, Brașov) a fost un medic și farmacist sas originar din Transilvania, având preocupări legate de farmacie, medicină (cu diferitele ei ramuri în care se specializează pe rând), arheologie, numismatică și botanică.

## Biografie
Johann Martin Honigberger s-a născut la data de 10 martie 1795 în orașul Brașov (pe atunci în Imperiul Habsburgic). A urmat studii la Liceul Johannes Honterus din Brașov, după absolvirea cărora a intrat ca ucenic într-o farmacie brașoveană din Piața Sfatului, continuându-și apoi studiile și practica la o farmacie din Bistrița.
Timp de jumătate de secol, dr. Honigberger a întreprins cinci călătorii în India, trei în Europa și una în Asia, având o viață plină de aventuri și cu multe acțiuni de pionierat. În anul 1815 a plecat spre Constantinopol, unde a devenit medicul personal al sultanului; a cutreierat Europa, Rusia, Turcia, Siria, Ierusalimul și ajungând în cele din urmă la Cairo. De acolo se îndreaptă apoi spre Bagdad, ajungând în anul 1829 în orașul indian Lahore, unde va rămâne timp de patru ani ca medic de curte al maharajahului Ranjit Singh.
Revine în țară în anul 1834, ajungând la Brașov, dar stă puțin acolo și face o călătorie europeană cu perioade scurte de stabilire la Viena, Paris și Londra, timp în care îl vizitează pe doctorul Samuel Hahnemann, părintele homeopatiei. Între anii 1836-1838 se află la Constantinopol, unde aplică tratamentul homeopatic al dr. Hahnemann. El a practicat atât medicina convențională, cât și cea homeopată în Transilvania, precum și în Bulgaria, Turcia, India și Pakistan. În Kașmir a căutat plante miraculoase, iar la Alep a introdus noi metode de vaccinare antivariolică.
În anul 1838 pleacă din nou spre Lahore, unde ajunge în 1839, după o călătorie plină de peripeții. S-a îmbolnăvit de holeră și a reușit să se vindece singur, cu ajutorul homeopatiei. El a fondat în Lahore și mai târziu în Calcutta unul dintre primele spitale unde oamenii săraci erau îngrijiți fără a li se cere bani. Metodele sale de tratare a cazurilor de holeră și ciumă erau inovatoare, iar la Calcutta a luptat pentru combaterea unei epidemii de holeră. A publicat la Viena în anul 1838 un tratat despre ravagiile balcanice și asiatice ale holerei.
Deoarece în anul 1849 statul indian Punjab a fost anexat posesiunilor engleze, Honigberger se îndreaptă iarăși spre Europa. A fost un reputat orientalist, arheolog, botanist și numismat, fiind ales ca membru în Société Asiatique în anul 1835, cu mulți ani înainte de Constantin Georgian și Mircea Eliade. El și-a publicat memoriile la Londra. Dr. Honigberger cunoștea 17 limbi, printre care germana, latina, franceza, engleza, turca, araba, persana, hindi și cașmireza.
A murit la data de 18 decembrie 1869 în Brașov (pe atunci Kronstadt) și a fost îngropat în cimitirul evanghelic din centrul orașului.

## Secretul doctorului Honigberger
Numele său este cunoscut în România în special datorită faptului că, în martie și aprilie 1940, Mircea Eliade a publicat în Revista Fundațiilor Regale nuvela fantastică „Secretul doctorului Honigberger”, în care redă o parte din experiențele în Orient ale doctorului sas. În această nuvelă, personajul principal reușește să dispară pur și simplu în tărâmul mitic Shambala. După mărturisirea proprie, Eliade a combinat evenimente reale (existența istorică a lui Honigberger, experiențele sale personale din Rishikesh) și elemente imaginare.

## Lucrări publicate
- Früchte aus dem Morgenland Teil I (Reiseerlebnisse) u. II (med. Heilsystem) 1851/1853/1983 Wien
- Thirty Five Years in the East Wiederauflage des Teil 2 1952 London, H. Baillière
- Früchte aus dem Morgenlande oder Reise-Erlebnisse nebst naturhistorisch-medizinischen Erfahrungen, einigen hundert erprobten Arzneimitteln und einer neuen Heilart, dem Medial-Systeme / von Johann Martin Honigberger. - Verm. Ausg.. - Wien : Gerold, 1853. - XIV, 590 S. : Mit zahlr. lithogr. Taf. ; 8 IDN: 360966136
- Die Cholera - deren Ursache und unfehlbare Heilung und die Epidemien im Allgemeinen Übersetzung aus dem Englischen; Wien 1865, Verlag der literar.-artist. Anstalt von C. Dittmarsch
- Treizeci și cinci de ani în Orient, ediție Eugen Ciurtin (Ed. Polirom, Iași, 2004)